# Ferrovia di Yarmanchuk
La ferrovia di Yarmanchuk, "Sciaropoiezd" (in russo Шарoпоезд?) è un particolare tipo di ferrovia inventata dal ucraino Mykola Yarmolchuk testata negli anni trenta del XX secolo nell'ex Unione Sovietica, nei pressi di Mosca. Il sistema rimase allo stadio sperimentale.
La tecnologia, classificata come monorotaia, prevedeva una via di corsa in cemento di sezione concava entro la quale avrebbero viaggiato gli elettrotreni: ogni vettura sarebbe stata dotata di due sole ruote in linea a forma di segmento di sfera di 12 piedi di diametro (circa 3,6 metri). Il baricentro del veicolo, più basso dell'asse delle ruote, avrebbe garantito l'equilibrio. La guida del mezzo era affidata alla forza di gravità che, grazie alla forma concava della rotaia, secondo l'inventore avrebbe trattenuto il veicolo verso il centro di essa senza alcun vincolo meccanico rigido tipico invece di tutti gli altri i tipi di ferrovia in uso.
I motori elettrici, all'interno di ogni ruota, avrebbero garantito al treno una velocità di 125 miglia orarie (200 km/h). Yarmanchuk sosteneva che il costo di costruzione di questa infrastruttura non sarebbe stata superiore, a parità di lunghezza, a quella di una normale autostrada.
Secondo la rivista Popular Science sarebbe stato costruito, e testato in segreto, un tracciato sperimentale lungo un miglio (circa 1,6 km) nei pressi di Mosca, dove viaggiava un modello di elettrotreno le cui vetture erano lunghe 24 piedi (circa 7,3 metri) ciascuna; l'alimentazione avveniva da cavi aerei tramite dispositivo di captazione.
Il progetto prevedeva la costruzione di una linea di 30 miglia (circa 48 km) su cui avrebbe viaggiato un elettrotreno composto di vetture lunghe 120 piedi (circa 36 metri), che però non fu mai realizzata.